# Прапаваді Джароенраттанатаракун
Прапаваді Джароенраттанатаракун (тай. ประภาวดี เจริญรัตนธารากูล, англ. Prapawadee Jaroenrattanatarakoon, народжена як Chanpim Kantatian, 29 травня 1984) — важкоатлетка з Таїланду, срібна призерка першості світу 2005, олімпійська чемпіонка у ваговій категорії до 53 кілограмів на Іграх-2008 у Пекіні. 24-річна Джароенраттанатаракун виграла змагання з результатом 221 кілограм (130 кілограмів у ривку і 126 у поштовху). У останній спробі (вже в ранзі олімпійської чемпіонки) спортсменка з Таїланду спробувала встановити світовий рекорд, але зазнала невдачі.
Ім'я змінила у 2007 році.